# (21739) Annekeschwob
(21739) Annekeschwob (1999 RN157) – planetoida z pasa głównego asteroid okrążająca Słońce w ciągu 3,45 lat w średniej odległości 2,28 j.a. Odkryta 9 września 1999 roku.